# Влюблённый король
«Влюбленный король» (англ. King Uncle) — индийский фильм Ракеша Рошана, в оригинале на языке хинди.

## Сюжет
Ашок Бансал — занудный миллионер-педант, настолько поглощённый зарабатыванием денег, что он забыл о существовании обычных человеческих чувств. На правах старшего он постоянно третирует сестру Суниту и брата Анила. Сестру он выдаёт замуж по собственному усмотрению, а Анила придирки брата вынуждают уйти из дома (последней каплей становится его запрет жениться на любимой девушке Кавите).
Вместе со своей секретаршей Фанни, Ашок Бансал отправляется в один из детских приютов, где знакомится с девочкой Мунной. Её появление в доме переворачивает привычный мир Ашока с ног на голову и «превращает» его в нормального человека. Он устраивает счастье сестры, мирится с братом, а заодно влюбляется в свою секретаршу и хочет удочерить Мунну. Но для этого необходимо сначала удостовериться, что Мунну не ищут настоящие родители, да и девочка мечтает их увидеть.
Управляющие приютом злодеи, узнав о местонахождении Мунны, намерены разыграть спектакль «потерянный ребенок», с целью заполучить много денег. Другие дети из приюта узнают об их планах и предупреждают Бансала. Планы злодеев разрушены, Мунна возвращается в семью, ставшую для неё родной.

## В ролях
- Пуджа Рупарел (в титрах — Бэби Пуджа Рупарел) — Мунна
- Джеки Шрофф — Ашок Бансал
- Шахрух Хан — Анил Бансал
- Ану Агарвал — Фанни Фернандо
- Нагма — Кавита
- Пареш Равал — Пратап
- Далип Тахил — Прадип Маллик
- Девен Варма — Карим, дворецкий

## Саундтрек
| №  | Название                     | Исполнители                                           | Длительность |
| -- | ---------------------------- | ----------------------------------------------------- | ------------ |
| 1. | «Akkad Bakkad Bombay Bo»     | Судеш Бхосле, Алка Ягник                              | 6:15         |
| 2. | «Dil Mane Jise Wohi Apna»    | Кумар Сану                                            | 1:22         |
| 3. | «Fenny Ne Mujhe Bulaya»      | Судеш Бхосле, Аша Бхосле                              | 4:53         |
| 4. | «Hum Rahe Na Rahe Yahan Par» | Садхана Саргам                                        | 1:49         |
| 5. | «Is Jahan Ki Nahin Hain»     | Нитин Мукеш, Лата Мангешкар                           | 5:49         |
| 6. | «Khush Rahne Ko Zaroori»     | Винод Ратход, Нитин Мукеш, Алка Ягник, Садхана Саргам | 6:02         |
| 7. | «Parody»                     | Судеш Бхосле, Сапна Мукерджи                          | 7:30         |
| 8. | «Tare Aasman Ke Dharti Pe»   | Садхана Саргам                                        | 5:30         |

## Производство
Изначально планировалось взять на роли Анила и Кавиты Говинду и Нилам, а на роль Фанни предлагали Амрите Сингх, но отказалась из-за замужества и беременности.
Музыкальный номер на песню «Is Jahan Ki Nahin Hain» снимали в Найроби, где в это время проходили съёмки фильма Khel (1992). 